# Gabriel Unda Yemba
Gabriel Unda Yemba est un évêque de l'Église méthodiste unie. 
Il gère la Région Épiscopale du Congo Est. Il a été élu pour la première fois évêque en 2012 après la création de la zone épiscopale du Congo oriental par la Conférence générale,.